# Sunny Side Up (Paolo Nutini)
Sunny Side Up, secondo album di Paolo Nutini, uscito il 29 maggio 2009 contiene 12 tracce. L'album è stato preceduto dall'uscita del singolo Candy avvenuta il 18 maggio 2009.

## Il disco
Dal sound meno rock del precedente These Streets ma più funk, Sunny Side Up è un disco principalmente acustico basato sulla musica folk; ma contiene anche brani in stile soul (Coming Up Easy, No other way) e ragtime (Pencil Full of Lead). Alcuni brani riecheggiano le sonorità di Johnny Cash (Simple Things, Worried Man).
Le registrazioni sono avvenute in diversi studi, tra i quali anche i Real World Studios di Peter Gabriel a Bath.
L'album è stato registrato con la band di Paolo, i Vipers, e vede la presenza di ospiti d'eccellenza come Rico Rodriguez e ?uestlove dei The Roots, che suona nella traccia di apertura, 10/10. La produzione è dello stesso Nutini, insieme ad Ethan Johns
Sunny side up è il termine informale inglese con cui viene chiamato l'uovo all'occhio di bue. Nella copertina dell'album è possibile notare che Paolo Nutini sta mangiando delle uova al tegamino.

## Tracce
Testi e musiche di Paolo Nutini, eccetto dove diversamente indicato.
1. 10/10 – 2:56
2. Coming Up Easy – 4:18 (Paolo Nutini, Matty Benbrook))
3. Growing Up Beside You – 3:23 (Paolo Nutini, Dave Nelson)
4. Candy – 4:58
5. Tricks of the Trade – 2:32
6. Pencil Full of Lead – 2:26
7. No Other Way – 4:25 (Paolo Nutini, Dave Nelson)
8. High Hopes – 2:57
9. Chamber Music – 2:27 (Paolo Nutini, Dave Nelson)
10. Simple Things – 2:33
11. Worried Man – 3:01 (Paolo Nutini, brano tradizionale)
12. Keep Rolling – 2:36

iTunes bonus tracks
1. Smokey Joe's Cafe – 2:43
2. Funky Cigarette – 2:29

## Premi e nomination

### Premi vinti
- Il disco è stato premiato ai METEOR Awards 2010 come Miglior Album Internazionale.[11]
- Il 20 maggio 2010 l'album ha ricevuto un Ivor Novello Award nella categoria Album Award.[12]

### Premi non assegnati
- Sunny Side Up è stato nominato ai Brit Awards 2010 nella categoria MasterCard British Album (nella stessa edizione, Nutini era candidato anche come miglior artista maschile).[13]

## Reazioni della critica
| Recensione          | Giudizio |
| ------------------- | -------- |
| Musica e dischi     |          |
| The Guardian        |          |
| MusicOMH            |          |
| The Daily Telegraph |          |
| All Music Guide     |          |
| Newsic              |          |

In base alle recensioni raccolte da Metacritic, la reazione della critica all'album è stata mediamente favorevole.
Diversi critici hanno sottolineato la distanza di Sunny Side Up dal precedente lavoro discografico di Nutini, il quale era stato considerato un disco immaturo.
Tra gli altri, secondo Andy Gill del quotidiano The Independent «Nutini ha fatto passi da gigante in molte direzioni».
La recensione pubblicata da Musica e dischi afferma che i brani dell'album mettono in mostra l'eclettismo del cantautore. Questa caratteristica è stata evidenziata anche da Billboard: Jill Menze ha scritto che «a volte c'è una certa mancanza di consistenza dovuta alla presenza di troppe idee gettate sul tavolo, ma è proprio la diversità che si può ascoltare nella seconda fatica di Nutini a conferire una marcia in più a questo cantate e cantautore». Inoltre, secondo il Daily Telegraph, Sunny Side Up, definito un album «gioioso», «mescola in maniera organica il soul, il country, il folk e la sfacciata, dura energia del ritmo ragtime».
Più critici musicali hanno anche notato i forti richiami ad artisti degli anni sessanta come Otis Redding, Harry Nilsson, Alex Harvey e Cab Calloway.
Altre recensioni sono state meno favorevoli al disco. Caroline Sullivan di The Guardian ha definito Sunny Side Up con l'espressione «Non male». Per MusicOMH «il punto è stabilire se Nutini può cambiare la percezione della critica nei suoi confronti conservando la sua base di fan. Sfortunatamente, ciò che l'artista di Paisley ha prodotto con Sunny Side Up è sconcertante». Infine, secondo Graeme Thompson di The Observer l'album è un «tentativo di Nutini di rietichettare sé stesso come un incrocio tra John Martyn, Otis Redding e Bob Marley».

## Andamento nelle classifiche di vendita

### Classifiche internazionali
| Classifica            | Posizione massima |
| --------------------- | ----------------- |
| Australia             | 39                |
| Austria               | 34                |
| Belgio (Fiandre)      | 15                |
| Belgio (Vallonia)     | 40                |
| Canada                | 19                |
| Francia               | 25                |
| Germania              | 15                |
| Irlanda               | 1                 |
| Italia                | 12                |
| Paesi Bassi           | 18                |
| Regno Unito           | 1                 |
| Svizzera              | 3                 |
| Stati Uniti d'America | 57                |

### Classifiche di fine anno
| Anno | Paese       | Posizione |
| ---- | ----------- | --------- |
| 2009 | Irlanda     | 9         |
| 2009 | Italia      | 87        |
| 2009 | Regno Unito | 8         |
| 2009 | Svizzera    | 52        |
| 2009 | Europa      | 40        |
| 2009 | Francia     | 191       |
| 2010 | Europa      | 17        |
| 2010 | Regno Unito | 6         |
| 2010 | Irlanda     | 8         |

### Classifiche di Regno Unito e Irlanda
Il disco ha esordito alla prima posizione della UK Albums Top100, ed ha conquistato nuovamente la vetta a 6 mesi di distanza. L'album si è così rivelato essere un ottimo esempio di long-seller. Ad oggi, Sunny Side Up ha conquistato 6 dischi di platino in Regno Unito (equivalenti ad oltre 1 800 000 copie vendute) ed ha totalizzato 141 settimane di presenza nella classifica di vendita, delle quali 4 in prima posizione. Il disco inoltre è stato l'ottavo più venduto in Regno Unito nel corso del 2009.
In Irlanda, Sunny Side Up ha ottenuto risultati molto simili: dopo aver esordito alla seconda posizione, ha raggiunto la vetta della classifica a 2 settimane dalla pubblicazione, ed ha ottenuto un totale di 4 dischi di platino. A luglio 2010, il disco ha ottenuto 60 settimane di presenza nella classifica di vendita irlandese, raggiungendo la vetta per un totale di 3 settimane.
Sempre nel 2009, l'album si è piazzato al nono posto della classifica degli album più venduti in Irlanda nel corso dell'intero anno.

### Classifiche italiane
L'album ha avuto un buon successo anche in Italia, dove è rimasto per 5 settimane tra le prime 20 posizioni della classifica FIMI, raggiungendo il dodicesimo posto e conquistando un disco d'oro. Sunny Side Up è inoltre risultato essere l'87º album più venduto del 2009.
| Posizione | 12     | 13     | 13     | 18     | 27     | 20     | 27     | 26     | 22     | 21     | 25     | 29     | 34     | 28     | 31     | 34     | 40     | 44     | 48     | 51     | 50     | 51     | 92     | 79     | 93     | -      | 93     |
| Fonte     | [ 55 ] | [ 56 ] | [ 57 ] | [ 58 ] | [ 59 ] | [ 60 ] | [ 61 ] | [ 62 ] | [ 63 ] | [ 64 ] | [ 65 ] | [ 66 ] | [ 67 ] | [ 68 ] | [ 69 ] | [ 70 ] | [ 71 ] | [ 72 ] | [ 73 ] | [ 74 ] | [ 75 ] | [ 76 ] | [ 77 ] | [ 78 ] | [ 79 ] | [ 80 ] | [ 81 ] |

Dopo la partecipazione di Paolo Nutini al Concerto del Primo Maggio e grazie ai concerti tenuti in Italia durante l'estate, il disco è ritornato nella classifica FIMI per diverse settimane tra maggio e luglio 2010, arrivando a toccare il 42º posto.
| Classifica FIMI - 2010 | Classifica FIMI - 2010 | Classifica FIMI - 2010 | Classifica FIMI - 2010 | Classifica FIMI - 2010 | Classifica FIMI - 2010 | Classifica FIMI - 2010 | Classifica FIMI - 2010 | Classifica FIMI - 2010 | Classifica FIMI - 2010 | Classifica FIMI - 2010 | Classifica FIMI - 2010 | Classifica FIMI - 2010 | Classifica FIMI - 2010 | Classifica FIMI - 2010 |
| Settimana              | 01                     | 02                     | 03                     | 04                     | 05                     | 06                     | 07                     | 08                     | 09                     | 10                     | 11                     | 12                     | 13                     | 14                     |
| ---------------------- | ---------------------- | ---------------------- | ---------------------- | ---------------------- | ---------------------- | ---------------------- | ---------------------- | ---------------------- | ---------------------- | ---------------------- | ---------------------- | ---------------------- | ---------------------- | ---------------------- |
| Posizione              | 63                     | 42                     | -                      | 43                     | 76                     | -                      | 66                     | -                      | 94                     | -                      | -                      | 89                     | 48                     | 89                     |
| Fonte                  | [ 82 ]                 | [ 83 ]                 | [ 84 ]                 | [ 85 ]                 | [ 86 ]                 | [ 87 ]                 | [ 88 ]                 | [ 89 ]                 | [ 90 ]                 | [ 91 ]                 | [ 92 ]                 | [ 93 ]                 | [ 94 ]                 | [ 95 ]                 |

## Tour promozionale in Italia
Per la promozione dell'album, Paolo Nutini ha tenuto diversi concerti anche in Italia.

### Date del 2009
Il tour italiano del 2009 si è tenuto nel mese di novembre, per un totale di 4 date:
- 24 novembre 2009 - Roncade (TV) - New Age
- 26 novembre 2009 - Milano - PalaSharp (inizialmente la location avrebbe dovuto essere l'Alcatraz)
- 27 novembre 2009 - Firenze - Saschall
- 28 novembre 2009 - Roma - Atlantico

### Date del 2010
Nell'estate 2010 Nutini è tornato nella penisola per una seconda serie di concerti, anticipati dalla partecipazione il 1º maggio al tradizionale concertone di Piazza San Giovanni a Roma:
- 1º maggio 2010 - Roma - Piazza San Giovanni in Laterano (nell'ambito del Concerto del Primo Maggio)[97]
- 3 giugno 2010 - Venaria Reale (TO) - Teatro della Concordia[98]
- 16 luglio 2010 - Udine - Piazza Castello[99]
- 17 luglio 2010 - Ferrara - Piazza Castello[100]
- 18 luglio 2010 - Roma - Cavea Auditorium[101]
- 20 luglio 2010 - Lucca - Piazza Napoleone (nell'ambito del Lucca Summer Festival 2010)[102]
- 21 luglio 2010 - Milano - Arena Civica (nell'ambito del Milano Jazzin' Festival, preceduto da Florence and the Machine)[103]